# Campionato Tocantinense 2014
Il Campionato Tocantinense 2014 è stata la 22ª edizione del Campionato Tocantinense.

## Squadre partecipanti
| Squadra               | Città                 |
| --------------------- | --------------------- |
| Araguaína             | Araguaína             |
| Colinas               | Colinas do Tocantins  |
| Guaraí                | Guaraí                |
| Gurupi                | Gurupi                |
| Interporto            | Porto Nacional        |
| Palmas                | Palmas                |
| Tocantinópolis        | Tocantinópolis        |
| Tocantins de Miracema | Miracema do Tocantins |

## Prima fase
|  | Pos. | Squadra               | Pt | G  | V | N | P | GF | GS | DR  |
|  | ---- | --------------------- | -- | -- | - | - | - | -- | -- | --- |
|  | 1.   | Gurupi                | 25 | 14 | 8 | 1 | 5 | 21 | 14 | +7  |
|  | 2.   | Tocantinópolis        | 24 | 14 | 7 | 3 | 4 | 30 | 19 | +11 |
|  | 3.   | Palmas                | 24 | 14 | 6 | 6 | 2 | 31 | 23 | +8  |
|  | 4.   | Interporto            | 22 | 14 | 6 | 4 | 4 | 18 | 11 | +7  |
|  | 5.   | Tocantins de Miracema | 19 | 14 | 5 | 4 | 5 | 23 | 21 | +2  |
|  | 6.   | Araguaína             | 19 | 14 | 5 | 4 | 5 | 18 | 21 | -3  |
|  | 7.   | Colinas               | 12 | 14 | 2 | 6 | 6 | 19 | 34 | -15 |
|  | 8.   | Guaraí                | 7  | 14 | 1 | 4 | 9 | 11 | 28 | -17 |

Legenda:

      Ammesse alla fase finale
      Retrocesse in Segunda Divisão 2014

## Fase finale
|  | Semifinali     | Semifinali     | Semifinali | Semifinali | Semifinali |  |  | Finale         | Finale         | Finale | Finale | Finale |  |
|  |                |                |            |            |            |  |  |                |                |        |        |        |  |
|  | Interporto     | Interporto     | 2          | 1          | 3          |  |  |                |                |        |        |        |  |
|  | Gurupi         | Gurupi         | 0          | 1          | 1          |  |  | Interporto     | Interporto     | 1      | 1      | 2      |  |
|  | Palmas         | Palmas         | 0          | 1          | 1          |  |  | Tocantinópolis | Tocantinópolis | 0      | 0      | 0      |  |
|  | Tocantinópolis | Tocantinópolis | 0          | 2          | 2          |  |  |                |                |        |        |        |  |

## Classifica finale
|  | Pos. | Squadra               | Pt | G  | V | N | P | GF | GS | DR  |
|  | ---- | --------------------- | -- | -- | - | - | - | -- | -- | --- |
|  | 1.   | Interporto            | 32 | 18 | 9 | 5 | 4 | 23 | 12 | +11 |
|  | 2.   | Tocantinópolis        | 28 | 18 | 8 | 4 | 6 | 32 | 22 | +10 |
|  | 3.   | Gurupi                | 26 | 16 | 8 | 2 | 6 | 22 | 17 | +5  |
|  | 4.   | Palmas                | 25 | 16 | 6 | 7 | 3 | 32 | 25 | +7  |
|  | 5.   | Tocantins de Miracema | 19 | 14 | 5 | 4 | 5 | 23 | 21 | +2  |
|  | 6.   | Araguaína             | 19 | 14 | 5 | 4 | 5 | 18 | 21 | -3  |
|  | 7.   | Colinas               | 12 | 14 | 2 | 6 | 6 | 19 | 34 | -15 |
|  | 8.   | Guaraí                | 7  | 14 | 1 | 4 | 9 | 11 | 28 | -17 |

Legenda:

      Vincitore del Campionato Tocantinense 2014 e qualificato per la Coppa del Brasile 2015 e per il Campeonato Brasileiro Série D 2015
      Qualificato per la Copa Verde 2015
      Retrocesse in Segunda Divisão 2014